# Reiner Engelmann
Reiner Engelmann (geboren 1952 in Völkenroth (Hunsrück)) ist ein deutscher Autor.

## Leben
Nach einer Lehre studierte er auf dem zweiten Bildungsweg Sozialpädagogik und arbeitete zunächst in verschiedenen sozialpädagogischen Einrichtungen. Seit 1978 war er Lehrer an einer Förderschule für Lernbehinderte in Bad Kreuznach und in der Lehrerfortbildung tätig. Er ist Autor und Herausgeber zahlreicher Anthologien zu gesellschaftlichen Brennpunktthemen. Seine Schwerpunkte sind Leseförderung, Gewalt, Menschenrechte.
1969 gründete Engelmann zusammen mit Freunden die erste Gruppe von Amnesty International im Hunsrück. Er ist seitdem aktives Mitglied und arbeitet in verschiedenen Funktionen in der Organisation. Für Schulklassen und Erwachsene organisiert er regelmäßig Studienfahrten nach Auschwitz.
„Für sein langjähriges engagiertes Wirken in der Gedenk- und Erinnerungsarbeit“ wurde er 2023 mit dem Bundesverdienstkreuz am Bande ausgezeichnet.
Reiner Engelmann lebt in Schneppenbach.

## Veröffentlichungen (Auswahl)
- Ich bin Jude – Euer Antisemitismus ist mein Alltag. cbt, München 2023, ISBN 978-3-570-31535-4
- „Doch meine Seele hat Narben“ – wie Niusia Horowitz dank Oskar Schindler den Holocaust überlebte. cbt, München 2022, ISBN 978-3-570-31434-0
- „Alodia, du bist jetzt Alice!“: Kinderraub und Zwangsadoption im Nationalsozialismus. cbt, München 2019, ISBN 978-3-641-23449-2
- Der Buchhalter von Auschwitz: die Schuld des Oskar Gröning. cbj, München 2018, ISBN 978-3-570-16518-8
- Anschlag von rechts. cbj, München 2017, ISBN 978-3-570-17437-1
- Der Fotograf von Auschwitz: das Leben des Wilhelm Brasse. cbj, München 2015, ISBN 978-3-570-15919-4
- Strassenkinder: Im Dschungel der Städte. Bertelsmann-Jugendbuch-Verlag, München 2002, ISBN 978-3-570-14625-5

### Herausgeber
- Wir haben das KZ überlebt: Zeitzeugen berichten. cbj, München 2015, ISBN 978-3-570-17197-4
- mit Urs M. Fiechtner (Hrsg.): Dass wir heute frei sind …: Menschen schützen Menschenrechte; ein Amnesty-International-Lesebuch. Sauerländer, Mannheim 2011, ISBN 978-3-7941-8107-0
- mit Urs M. Fiechtner (Hrsg.): Frei und gleich geboren : ein Menschenrechte-Lesebuch. cbt/cbj, München 2008, ISBN 978-3-570-30456-3
- Kinder: ausgegrenzt und ausgebeutet. Amnesty International, Horlemann, Bad Honnef 2008, ISBN 978-3-89502-254-8
- Keiner hat was gesehen: Texte über Gewalt an der Schule. cbt/cbj, München 2007, ISBN 978-3-570-30387-0
- Vom Zauber der Buchstaben: Schulgeschichten aus aller Welt. Mit Illustrationen von Irmgard Paule. Omnibus, München 2007, ISBN 978-3-570-21717-7
- mit Urs M. Fiechtner (Hrsg.): Kinder ohne Kindheit: ein Lesebuch über Kinderrechte. Mit Vignetten von Aljoscha Blau. Sauerländer, Düsseldorf 2006, ISBN 978-3-7941-8045-5